# William Chomsky
William (Zev) Chomsky (* 15. Januar 1896 in Kupel, Gouvernement Wolhynien, Russisches Kaiserreich (heute Ukraine); † 19. Juli 1977 in Philadelphia) war ein US-amerikanischer Hebraist.
Chomsky verließ Russland 1913, um der Rekrutierung durch die Kaiserlich Russische Armee zu entgehen. Er arbeitete zunächst in Sweatshops und dann als Lehrer an jüdischen Grundschulen in Baltimore, während er an der Johns Hopkins University studierte. Mit seiner Frau Elsie Simonofsky zog er nach Philadelphia, und beide unterrichteten an der Religionsschule der Mikveh Israel Congregation.
1924 wurde er in die Fakultät des Gratz College aufgenommen, deren Präsident er von 1932 bis 1955 war. Bis 1969 blieb er an diesem College für jüdische Studien. Ab 1955 arbeitete er zudem bis zu seiner Emeritierung 1977 am Dropsie College, dem Forschungszentrum für jüdische und semitische Studien (heute Center for Advanced Judaic Studies, CAJS) der University of Pennsylvania.
Chomsky galt als Spezialist für hebräische Grammatik. Als seinen Idealtext bezeichnete er einmal den Talmud, dessen „parallele Geschichten, lange diskursive Fußnoten und Hauptkommentare und den Text kommentierenden Text“ er schätzte (Jay Parini).
Er ist der Vater von David Eli und Noam Chomsky. Seine Enkelin ist die Lateinamerika-Wissenschaftlerin Aviva Chomsky.

## Werke
- How to teach Hebrew in the elementary grades; New York, The United Synagogue Commission on Jewish Education, XIV 295 S 22 cm. 1946.
- David Kimhi's Hebrew Grammar: (Mikhlol); Bloch Pub Co, New York, Bloch for Dropsie College, XXXIV 427 S 23 cm, 1952 (Taschenbuch: 2001 edition: ISBN 978-0-8197-0719-2)
- Hebrew: The Eternal Language; Philadelphia: Jewish Publication Society of America, 1964, c1957, Ausgabe: Juni 1975, ISBN 978-0-8276-0077-5

| Personendaten    | Personendaten                                         |
| ---------------- | ----------------------------------------------------- |
| NAME             | Chomsky, William                                      |
| ALTERNATIVNAMEN  | Chomsky, William Zev                                  |
| KURZBESCHREIBUNG | US-amerikanischer Hebraist                            |
| GEBURTSDATUM     | 15. Januar 1896                                       |
| GEBURTSORT       | Kupel, Gouvernement Wolhynien, Russisches Kaiserreich |
| STERBEDATUM      | 19. Juli 1977                                         |
| STERBEORT        | Philadelphia                                          |